# Nong Khae (huyện)
Nong Khae (tiếng Thái: หนองแค) là một huyện (amphoe) ở phía nam của tỉnh Saraburi, miền trung Thái Lan.

## Địa lý
Các huyện giáp ranh (từ phía bắc theo chiều kim đồng hồ) là: Nong Saeng, Mueang Saraburi và Wihan Daeng của tỉnh Saraburi, Nong Suea của tỉnh Pathum Thani, và Wang Noi, Uthai và Phachi của tỉnh Ayutthaya.

## Hành chính
Huyện này được chia thành 18 phó huyện (tambon), các đơn vị này lại được chia ra thành 181 làng (muban). Có ba khu vực đô thị (thesaban) và 16 Tổ chức hành chính tambon.
| 1.  | Nong Khae     | หนองแค     |  |
| 2.  | Kum Hak       | กุ่มหัก       |  |
| 3.  | Khotchasit    | คชสิทธิ์      |  |
| 4.  | Khok Tum      | โคกตูม      |  |
| 5.  | Khok Yae      | โคกแย้      |  |
| 6.  | Bua Loi       | บัวลอย      |  |
| 7.  | Phai Tam      | ไผ่ต่ำ       |  |
| 8.  | Phon Thong    | โพนทอง     |  |
| 9.  | Huai Khamin   | ห้วยขมิ้น     |  |
| 10. | Huai Sai      | ห้วยทราย    |  |
| 11. | Nong Khai Nam | หนองไข่น้ำ   |  |
| 12. | Nong Khaem    | หนองแขม    |  |
| 13. | Nong Chik     | หนองจิก     |  |
| 14. | Nong Chorakhe | หนองจรเข้   |  |
| 15. | Nong Nak      | หนองนาก    |  |
| 16. | Nong Pla Mo   | หนองปลาหมอ |  |
| 17. | Nong Pling    | หนองปลิง    |  |
| 18. | Nong Rong     | หนองโรง    |  |